# Моисеев, Валентин Иванович (журналист)
Валентин Иванович Моисеев (5 февраля 1926, Туапсе, Северо-Кавказский край — 4 декабря 1990, Москва) — советский журналист и краевед.

## Биография
Валентин Моисеев родился 5 февраля 1926 года в городе Туапсе Черноморского округа Северо-Кавказского края (сейчас в Краснодарском крае).
С детства жил в Москве в районе водного стадиона «Динамо».
Во время Великой Отечественной войны трудился на столичном оборонном предприятии, был активным рабочим корреспондентом.
Публиковал в газетах Московской области исторические очерки о памятных событиях и их неизвестных прежде подробностях. В дальнейшем печатался в центральных газетах с репортажами о повседневной жизни Подмосковья, об истории региона и её хранителях.
С конца 1950-х годов был ведущим литературным сотрудником отдела новостей подмосковной газеты «Ленинское знамя», выделившейся в 1958 году из «Московской правды» и быстро набравшей популярность во всём столичном регионе. В дальнейшем работал в том же издании заведующим отделом информации, ответственным секретарём, специальным корреспондентом. Много внимания уделял поисковой работе, в результате чего выяснял неизвестные факты истории Москвы, её культурного наследия. 
В 1969—1986 годах руководил отделом репортажа и информации центральной газеты «Социалистическая индустрия», занимавшейся вопросами экономики и политики. Печатал статьи о памятниках искусства, активистах реставрационной деятельности, краеведческие материалы. В то же время писал материалы и на текущие общественно-политические темы.
Умер 4 декабря 1990 года в Москве. Похоронен на Головинском кладбище в Москве.

## Адреса
- Москва, ул. Демьяна Бедного, 3[1]
- Москва,  ул. Бутлерова, 26, корпус 1[1]